# گالانت (آلاباما)
گالانت (به انگلیسی: Gallant) شهرکی در شهرستان اتوا ایالت آلاباما است که مساحت آن ۳۷٫۳۷ کیلومترمربع است و در سرشماری سال ۲۰۱۰ میلادی، ۸۵۵ نفر جمعیت داشته و تراکم جمعیتی آن، ۲۲٫۸۸ در کیلومترمربع بوده است.